# Петрушка, Рихард
Рихард Петрушка (словац. Richard Petruška; род. 25 января 1969[…], Левице, Нитранский край) — словацко-итальянский профессиональный баскетболист, выступавший на позициях центрового и тяжёлого форварда, и тренер. 

## Карьера баскетболиста

### Карьера за колледж
Петрушка на уровне колледжей выступал за команды «Лойола Мэримаунт Лайонс» (1990—1991) и «УКЛА Брюинз» (1992—1993).

### Профессиональная карьера
Петрушка был выбран командой «Хьюстон Рокетс» под 46-м номером (2-й раунд) на драфте НБА 1993 года. Он сыграл в 22 играх за «Рокетс» в сезоне 1993/1994 и набрал 53 очка. В своём единственном сезоне в НБА он также был в составе команды-чемпиона НБА. Во время празднования титула  Петрушка случайно уронил и повредил первый в команде чемпионский кубок Ларри О'Брайена. Вмятина на баскетбольном мяче трофея оставалась до 2018 года, когда команда заказала замену после смены владельца.
2 октября 1996 года присоединился к «Вашингтон Буллетс», но уже 29 октября клуб от него отказался.

### Карьера за сборную
Петрушка был членом национальной сборной Чехословакии. Он играл за Чехословакию на чемпионате Европы 1991 года в Риме.

## Карьера тренера
После завершения профессиональной игровой карьеры Петрушка стал баскетбольным тренером. Он работал тренером в Баскетбольной академии Канариас.

## Личная жизнь
Петрушка живёт в Канаде со своей женой и двумя сыновьями.

## Статистика

### Статистика в НБА
| Сезон                                                                                    | Команда | Регулярный сезон | Регулярный сезон | Регулярный сезон | Регулярный сезон | Регулярный сезон | Регулярный сезон | Регулярный сезон | Регулярный сезон | Регулярный сезон | Регулярный сезон | Регулярный сезон | Серия плей-офф | Серия плей-офф | Серия плей-офф | Серия плей-офф | Серия плей-офф | Серия плей-офф | Серия плей-офф | Серия плей-офф | Серия плей-офф | Серия плей-офф | Серия плей-офф |
| Сезон                                                                                    | Команда | GP               | GS               | MPG              | FG%              | 3P%              | FT%              | RPG              | APG              | SPG              | BPG              | PPG              | GP             | GS             | MPG            | FG%            | 3P%            | FT%            | RPG            | APG            | SPG            | BPG            | PPG            |
| ---------------------------------------------------------------------------------------- | ------- | ---------------- | ---------------- | ---------------- | ---------------- | ---------------- | ---------------- | ---------------- | ---------------- | ---------------- | ---------------- | ---------------- | -------------- | -------------- | -------------- | -------------- | -------------- | -------------- | -------------- | -------------- | -------------- | -------------- | -------------- |
| 1993/94                                                                                  | Хьюстон | 22               | 0                | 4,2              | 43,5             | 46,7             | 75,0             | 1,4              | 0,0              | 0,1              | 0,1              | 2,4              | Не участвовал  | Не участвовал  | Не участвовал  | Не участвовал  | Не участвовал  | Не участвовал  | Не участвовал  | Не участвовал  | Не участвовал  | Не участвовал  | Не участвовал  |
|                                                                                          | Всего   | 22               | 0                | 4,2              | 43,5             | 46,7             | 75,0             | 1,4              | 0,0              | 0,1              | 0,1              | 2,4              | Не участвовал  | Не участвовал  | Не участвовал  | Не участвовал  | Не участвовал  | Не участвовал  | Не участвовал  | Не участвовал  | Не участвовал  | Не участвовал  | Не участвовал  |
| Наведите курсор мыши на аббревиатуры в заголовке таблицы, чтобы прочесть их расшифровку. |         |                  |                  |                  |                  |                  |                  |                  |                  |                  |                  |                  |                |                |                |                |                |                |                |                |                |                |                |

### Статистика в NCAA
| Сезон | Команда          | Conf    | Class | GP | GS | MPG  | FG%  | 3P%  | FT%  | RPG | APG | SPG | BPG | PPG  |
| --- | ---------------- | ------- | ----- | -- | -- | ---- | ---- | ---- | ---- | --- | --- | --- | --- | ---- |
| 1990/91 | Лойола Мэримаунт | WCC     | SO    | 28 | 25 | 22,8 | 58,9 | 0,0  | 68,3 | 7,6 | 0,4 | 0,9 | 2,0 | 16,4 |
| 2020/21 | УКЛА             | Big Ten | SR    | 33 | 33 | 26,3 | 49,8 | 28,6 | 59,8 | 6,2 | 0,9 | 0,9 | 1,8 | 11,8 |
| Всего | Всего            | Всего   | Всего | 61 | 58 | 24,7 | 54,3 | 22,2 | 64,4 | 6,9 | 0,7 | 0,9 | 1,9 | 13,9 |
| Наведите курсор мыши на аббревиатуры в заголовке таблицы, чтобы прочесть их расшифровку Статистика приведена с сайта sports-reference.com |                  |         |       |    |    |      |      |      |      |     |     |     |     |      |